# Patrizia Lari
Patrizia Lari, all'anagrafe Patrizia Ralli (Roma, 27 agosto 1933 – Roma, 28 maggio 2022), è stata un'attrice italiana.

## Biografia
Nata a Roma nel popolare quartiere Testaccio (con Massimo Girotti tra i condomini della casa di Via Tirso, ove abitava allora), sorella maggiore di Giovanna Ralli, dopo una partecipazione allo spettacolo di rivista Cantachiaro n.2 (Teatro Valle, Roma, 1945) esordì nel cinema nel 1948 interpretando una piccola parte nel film Senza pietà diretto da Alberto Lattuada. Da allora, nell'arco di dieci anni, prese parte a una quindicina di film di genere drammatico o commedia sentimentale.

## Filmografia
- Senza pietà, regia di Alberto Lattuada (1948)
- La cieca di Sorrento, regia di Giacomo Gentilomo (1953)
- Ai margini della metropoli, regia di Carlo Lizzani e Massimo Mida (1953)
- Canzoni, canzoni, canzoni, regia di Domenico Paolella (1953)
- Vortice, regia di Raffaello Matarazzo (1953)
- La nave delle donne maledette , regia di Raffaello Matarazzo (1953)
- Gli italiani si voltano, episodio di L'amore in città, regia di Alberto Lattuada (1953)
- Lysistrata, episodio di Destini di donne, regia di Christian-Jaque (1954)
- La regina Margot, regia di Jean Dréville (1954)
- La cortigiana di Babilonia, regia di Carlo Ludovico Bragaglia (1955)
- Rosso e nero, regia di Domenico Paolella (1954)
- Di qua, di là del Piave, regia di Guido Leoni (1954)
- Amarti è il mio peccato (Suor Celeste), regia di Sergio Grieco (1954)
- La risaia, regia di Raffaello Matarazzo (1956)
- Una pelliccia di visone, regia di Glauco Pellegrini (1956)
- Guendalina, regia di Alberto Lattuada (1957)
- Peppino, le modelle e... "chella llà", regia di Mario Mattoli (1957)